# Сакитс Харбор (Њујорк)
Сакитс Харбор (енгл. Sackets Harbor) град је у америчкој савезној држави Њујорк.

## Демографија
По попису из 2010. године број становника је 1.450, што је 64 (4,6%) становника више него 2000. године.
| Група             | 2000.         | 2010.         |
| Белци             | 1.332 (96,1%) | 1.342 (92,6%) |
| Афроамериканци    | 6 (0,4%)      | 26 (1,8%)     |
| Азијати           | 4 (0,3%)      | 10 (0,7%)     |
| Хиспаноамериканци | 24 (1,7%)     | 46 (3,2%)     |
| Укупно            | 1.386         | 1.450         |